# Molson (Washington)
Molson es un área no incorporada ubicada en el condado de Okanogan en el estado estadounidense de Washington.

## Geografía
Molson se encuentra ubicado en las coordenadas 48°58′52″N 119°12′2″O / 48.98111, -119.20056.